# Трокеникский сельсовет
Трокеникский сельсовет (бел. Трокеніцкі сельсавет) — упразднённая административная единица на территории Островецкого района Гродненской области Белоруссии.

## История
Сельсовет упразднён в 2013 году. Населённые пункты включены в состав Ворнянского сельсовета.

## Состав
Трокеникский сельсовет включал 29 населённых пунктов:
- Быстрица — деревня
- Войдатишки — деревня
- Волейкишки — хутор
- Довнаришки — хутор
- Жарнели — деревня
- Жвирбли — хутор
- Игнацово — деревня
- Кланишки — деревня
- Котловка — деревня
- Крыжовка — деревня
- Линамарги — хутор
- Липки — деревня
- Лютьяново — хутор
- Михайлово — хутор
- Новосады — деревня
- Осиновка — хутор
- Петраполь — деревня
- Пивени — хутор
- Повокша — деревня
- Подваришки — деревня
- Раголишки — деревня
- Ракишки — деревня
- Рудишки — деревня
- Санакли — деревня
- Саново — деревня
- Слободка — деревня
- Сымонишки — хутор
- Трокеники 1 — деревня
- Трокеники 2 — деревня

Упразднённые населённые пункты на территории сельсовета:
- Алекса — хутор
- Крыжовка — хутор
- Меделишки — хутор

## Таможенный пункт пропуска «Котловка»
В деревне Котловка на пограничном переходе Котловка — Лаворишкес находится республиканский пункт таможенного оформления «Котловка».